# Purana
Purana (sânscrito: पुराण; significado  com dois sentidos:  pertencente a tempos ancestrais ou completo, enciclopédico), são textos antigos hindus elogiando várias divindades, principalmente o divino Trimurti Deus no hinduísmo através de histórias divinas. Puranas também podem ser descritos como um gênero de importantes textos religiosos hindus ao lado de alguns textos religiosos jainistas e budistas, consistindo notavelmente em narrativas da história do universo desde a criação até à destruição, genealogias de reis, heróis, sábios, semideuses e descrições da cosmologia, filosofia e geografia hindu. Os Puranas são freqüentemente classificados de acordo com a Trimurti (Trindade ou os três aspectos do divino). pertencendo à classe de livros sagrados hindus denominados smirtis, ou livros a serem memorizados. Ao contrário dos shrutis, ou livros que devem ser ouvidos da fonte certa, os smirtis são inferências feitas pelos sábios de inúmeras eras sobre as ideias, formas e conceitos originais e eternos mencionadas nos shrutis. É tarefa extremamente difícil datar a maioria dos Maha-puranas, uma vez que as narrativas purânicas referem-se a eras e a ciclos de criação muito diferentes dos conceitos atuais. É intrigante como as suas narrativas podem criar paradigmas insolúveis aos olhos da ciência moderna.
Existem inúmeros textos classificados como puranas, e de uma maneira geral, os mais destacados são:
- Os Mahapuranas são dezoito os principais, conforme listados abaixo;

- Os Upapuranas, algumas dezenas, com texto incompleto ou não obedecendo a estrutura principal dos grande puranas;

- Os Sthala-purans, textos que consagram as glórias e virtudes de templos, locais sagrados e espiritualidade locais;

- Os Kula-puranas, ou textos que relatam a origem e feitos de dinastias, castas ou grupos sociais.

Apesar dos textos serem sobrepostos, o corpo purânico é extremamente complexo e fornece argumentos para uma grande quantidade de cultos, sistemas religiosos e filosóficos do hinduísmo, às vezes muito conflitantes entre si. Essa é uma característica da literatura do tipo smirti, que nada mais é do que a compilação de  inferências, ou conclusões reveladas por sábios e santos, que podem divergir assim como são divergentes às opiniões sobre qualquer questão mundana.

## Lista dos Puranas
- Vishnu Purānās
  1. Vishnu Purana
  2. Bhagavata Purana
  3. Nāradeya Purana
  4. Garuda Purana
  5. Padma Purana
  6. Varāha Purana
- Brahma Purānās
  1. Brahma Purana
  2. Brahmānda Purana
  3. Brahma Vaivarta Purana
  4. Mārkandeya Purana
  5. Bhavishya Purana
  6. Vāmana Purana
- Shiva Purānās
  1. Vayu Purana
  2. Linga Purana
  3. Skanda Purana
  4. Agni Purana
  5. Matsya Purana
  6. Kūrma Purana